# 학소
학소(郝昭, ? - ?)는 중국 삼국 시대 위나라의 장수로, 《위략》에 따르면, 자는 백도(伯道)이며, 병주 태원군 사람이다.

## 그의 생애
진수의 《삼국지》에는 학소의 전기가 없으며, 그 행적은 명제기, 소칙전, 조진전 등에 흩어져 기록되었고, 배주로 인용된 《위략》에 더 자세한 기록이 남았다.
젊어서 군에 들어가 부곡의 독이 되었으며, 자주 전공이 있어 잡호장군까지 승진하고, 하서 일대를 수십년 간 지켜 한족과 비한족계 종족이 모두 복속했다.
소칙전에 따르면, 양주에서 국연, 장진, 황화가 반란을 일으켰을 때 위평과 함께 금성에 주둔하고 있었으며, 함부로 진격하지 못했으나, 소칙의 설득에 따라 무위군을 구하고 장진을 공격했다. 조진전에 따르면, 조진은 제갈량의 1차 북벌을 막아낸 후 제갈량이 다음에는 진창 길을 통해 올라오리라고 여겨 학소를 진창에 두어 지키게 했다.
제갈량은 진창성을 포위하고, 동향 사람 근상(靳詳)을 보내 여러 차례 항복을 권했으나 이를 받아들이지 않았다. 당시 학소는 다만 1천 병사로 성을 지키고 있었고, 제갈량은 수만 군대를 거느리고 있었으며, 아직 학소를 구원하는 군대가 이르지 않았으므로 성을 공격했다. 제갈량이 운제를 일으키고 충차로 성에 대자, 불화살을 쏴 운제를 불태우고 새끼로 돌을 이어 충차를 눌러 부쉈다. 제갈량이 정란을 만들어 성 안으로 화살을 쏘고 흙으로 해자를 메우고 성에 기어오르려 하자, 성 안에 두꺼운 벽을 쌓았다. 제갈량이 땅굴을 파 성 안으로 들어오려 하자, 성 안에 구멍을 팠다. 이러기를 20여 일, (조진전에 따르면 비요가 이끄는)구원군이 이르러서야 제갈량은 후퇴했는데 성안의 고무된 몇 백의 협격을 두려워하여 진을 물리고 경계 바깥으로 뺀 것. (太 和 二 年 ， 諸 葛 亮 以 數 萬 人 攻 陳 倉 ， 將 軍 郝 昭 以 千 人 守 二 十 餘 日 ， 不 拔 -通 典 卷 第 一 百 七 十 一 州 郡 一)
황제는 조서를 내려 학소가 성을 잘 지킨 것을 칭찬하고, 열후의 작위를 주었으며 장차 크게 쓰려 했다. 그러나 마침 학소는 병에 걸려 죽었다. 아들 학개(郝凱)에게 유언을 내려, 자신이 남의 무덤을 파 취한 목재로 무기를 만들었으니 후장하지 말 것을 당부했다.

## 삼국지 연의에서의 학소
제96회에 처음 등장하여, 사서에서 조진이 추거한 것과는 달리 사마의의 추천으로 제갈량이 진창으로 쳐들어올 것을 대비해 진서장군(鎭西將軍)으로 진창성에 배치되었다. 키는 9척에 팔이 원숭이처럼 길어 활을 잘 쏘고, 지모가 뛰어난 사람으로 묘사되었다. 진창성으로 쳐들어온 촉군을 막아내는 활약은 역사 기록과 비슷하나, 죽음이 각색되어, 병에 걸린 뒤, 갑자기 쳐들어온 촉군들의 함성과 진창성의 함락으로 놀라 죽었다.

## 같이 보기
- 삼국지 인물 목록